# Parvaplustrum tenerum
Parvaplustrum tenerum is een slakkensoort uit de familie van de Aplustridae. De wetenschappelijke naam van de soort is voor het eerst geldig gepubliceerd in 1951 door Powell.